# Liste der Bodendenkmale in Wittdün auf Amrum
In der Liste der Bodendenkmale in Wittdün auf Amrum sind die Bodendenkmale der Gemeinde Wittdün auf Amrum nach dem Stand der Bodendenkmalliste des Archäologischen Landesamts Schleswig-Holstein von 2016 aufgelistet. Die Baudenkmale sind in der Liste der Kulturdenkmale in Wittdün auf Amrum aufgeführt.
| Denkmal-ID           | Befundart           | Bezeichnung         | Zeitstellung  | Lage                                      | Bemerkungen                | Bild |
| -------------------- | ------------------- | ------------------- | ------------- | ----------------------------------------- | -------------------------- | ---- |
| aKD-ALSH-Nr. 001 802 | Komplexe Fundstelle | Komplexe Fundstelle | Vorgeschichte | Dünengelände oberhalb des Litornia-Kliffs | Siedlungs- und Grabstellen |      |